# 西安路站
西安路站是大连地铁1号线与2号线的地铁车站，是一个换乘站，位于中国辽宁省大连市沙河口区西安路与黄河路交叉口南侧。2号线车站于2015年5月22日开通，1号线车站于2015年10月30日开通。本站为大连地铁首个双线换乘车站。

## 车站结构
西安路站为1号线与2号线换乘站，位于西安路与黄河路交叉口南侧，沿黄河路南北向设置，为地下三层岛式叠式站台车站，车站长237.6米，宽26.5米，车站地下一层为站厅层，地下二层为1号线站台层，地下三层为2号线站台层，站台均设置全高站台门。两线采用垂直换乘，两层站台间设有两组楼梯直接相连。
|                   |  | █ 1号线往姚家（兴工街） |
| 島式 · 開左邊车门 |  |                         |
|                   |  | █ 1号线往河口（富国街） |

|                   |  | █ 2号线往海之韵（联合路）     |
| 島式 · 開左邊车门 |  |                               |
|                   |  | █ 2号线往大连北站（交通大学） |

## 车站出口
西安路站目前开放6个出口，其中B2出口北侧通过大连罗斯福广场地下通道分设B2-1与B2-1两个出口并连通商场，近D口设地下连通道通向毗邻的宝泰旗舰坊，各出口及周围设施如下所示：
| 出口编号            | 照片 | 出口指示         | 建议前往的目的地                 |
| ------------------- | ---- | ---------------- | -------------------------------- |
| A · 出口            |      | 西安路（东南侧） | 科技广场，大连市第四十八中学     |
| B · 1 · 出口        |      | 西安路（东北侧） | 锦辉购物广场，大连中华工学会旧址 |
| B · 2 · 出口        |      | 西安路（西北侧） | 麦凯乐超市，大连罗斯福           |
| D · 出口 · （设有） |      | 五一路           | 解放广场，宝泰旗舰坊             |
| 图例： 设有         |      |                  |                                  |

## 接驳交通

### 有轨电车
- 大连有轨电车202路锦辉商城站、解放广场站

### 公交车
- 西安路：10路、31路、39路、101路、522路、705路、705路区间、708路、708路区间车、708路加车、931路
- 锦辉商城：6路、503路、528路
- 解放广场：6路、15路、26路、28路、28路加车、32路、46路、48路、503路、528路、533路、701路、701路区间、907路

## 车站历史
- 2015年
  - 5月22日，车站随2号线一期通车开通[1]。
  - 9月18日，车站B2、B2-1、B2-2出口启用[5]。
  - 10月30日，1号线一期开通，车站成为换乘车站[2]。
- 2020年9月26日，车站D出入口因施工封闭[6]。
- 2021年9月19日，与宝泰旗舰坊结建的新D出入口口启用。

## 图集
- 站厅
- 1号线站台
- 2号线站台